# Admir Vladavić
Admir Vladavić (* 29. června 1982) je bývalý bosenský fotbalový záložník, naposledy hrající za klub FK Velež Mostar.

## Klubová kariéra
V lednu 2010 opustil klub MŠK Žilina a odešel do bosenského FK Olimpik Sarajevo, přestože měl platnou smlouvu se slovenským klubem. Komise FIFA v lednu 2014 rozhodla, že Vladavić a Olimpik Sarajevo porušili pravidla a musí Žilině zaplatit finanční kompenzaci.